# Sindrome di Joubert
La sindrome di Joubert è una rara malattia genetica che interessa il cervelletto, area del cervello deputata al controllo di equilibrio e coordinazione.

## Presentazione
Il disturbo è caratterizzato da assenza o sottosviluppo della parte centrale del cervelletto chiamata verme cerebellare e un troncoencefalo malformato (segno del dente molare). Le caratteristiche più comuni includono atassia (mancanza di controllo dei muscoli), blefaroptosi, andamento respiratorio irregolare chiamato iperpnea, apnea del sonno, nistagmo verticale e orizzontale, movimenti anomali della lingua e ipotonia. Possono incontrarsi altre malformazioni come polidattilia, labbro leporino o palatoschisi, abnormalità della lingua e convulsioni. Può associarvisi ritardo lieve o moderato.  La Sindrome di Joubert è una delle tante sindromi associate alla sindromatica retinite pigmentosa. È stata per prima identificata nel 1968 dalla pionieristica neurologa pediatrica Dr.ssa Marie Joubert a Montréal, Canada, mentre lavorava al Montreal Neurological Institute e alla McGill University.

## Trattamento
Il trattamento per la sindrome di Joubert è sintomatico e di sostegno. Stimolazione infantile sia fisica che occupazionale e terapia del linguaggio possono arrecare beneficio ad alcuni pazienti. Neonati con andamento del respiro anomalo dovrebbero essere monitorati.

## Prognosi
La prognosi per soggetti con sindrome di Joubert varia. Alcuni pazienti hanno una forma lieve con minima disabilità motoria e buono sviluppo mentale, mentre altri possono avere seria disabilità motoria e moderato ritardo mentale. In assenza di una diagnosi corretta e di un trattamento adeguato, porta spesso alla morte nella seconda decade di vita.

## Prevalenza
La prevalenza è di 1 ogni 100 000 nati, ed è probabilmente sottostimata. Maschi e femmine sono affetti in egual misura.

## Modalità di trasmissione
Malattia genetica, trasmessa con modalità autosomica recessiva da due genitori portatori sani.

## Diagnosi differenziale
Il discorso si svolge attorno a varie patologie che possono presentarsi.
- Un segno del dente molare in Risonanza Magnetica Nucleare:
  - Sindrome di Dekaban-Arima
  - Sindrome COACH
  - Sindrome Varadi-Papp
  - Sindrome di Senior-Loken
- Ipoplasie o agenesie del verme cerebellare:
  - Malformazione di Dandy-Walker (presente nel 10% dei casi)
  - Anomalie congenite della glicosilazione
  - Sindrome 3C
  - Sindrome di Meckel-Gruber
  - Sindrome oro-facio-digitale
  - Ipoplasia olivopontocerebellare

## Genetica
Sono stati identificati molteplici geni che presentano mutazione in individui affetti dalla sindrome di Joubert:
- Mutazioni in un gene di funzione ignota chiamato AHI1 vengono associate ad un sottoinsieme di casi di sindrome di Joubert.[3][4]
- In alcuni rari casi di sindrome di Joubert, si sono trovate mutazioni nel NPHP1 che viene anche associato alla nefronoftisi, un disturbo renale cistico.[5]
- Il gene CEP290 è stato associato sia alla sindrome di Joubert che all'amaurosi congenita di Leber, tipo 10.[6]

### Relazione con altre patologie rare:  ciliopatia genetica
Recenti scoperte nella ricerca hanno suggerito che un ampio numero di patologie genetiche, sia sindromi che malattie, in precedenza non correlate tra loro nella letteratura medica, possono, in realtà, essere altamente correlate nella causa della tanto varia gamma di sintomi medici clinicamente visibili nel disturbo. La Sindrome di Joubert è una di queste, parte di una classe emergente di malattie chiamate ciliopatie. La causa sottostante può essere un meccanismo molecolare disfunzionale nelle strutture ciliari della cellula, organuli presenti in molti tipi cellulari in tutto il corpo umano.  I difetti ciliari influiscono negativamente su "vari percorsi critici per i segnali di sviluppo" essenziali allo sviluppo cellulare e così offrono una ipotesi plausibile per la natura multi-sintomatica di un ampio spettro di sindromi e malattie. Le ciliopatie conosciute includono: discinesia ciliare primaria, sindrome di Bardet-Biedl, rene policistico e fegato policistico, nefronoftisi, sindrome di Alström, sindrome di Meckel-Gruber e alcune forme di degenerazione retinica..